# 1932 في بيرو
فيما يلي قوائم الأحداث التي وقعت خلال عام 1932 في بيرو.

## سياسة

### انتهاء فترة المنصب
- 1 يناير – ريكاردو يونسيو إلياس أرياس President of the Supreme Court of Peru  [لغات أخرى]‏.

## رياضة
- 1 يناير – الدوري البيروفي لكرة القدم 1932 الفائز أليانزا ليما.

## مواليد

### يناير
- 1 يناير – هوغو أوريلانا بونيلا فنان بيروفي.

### فبراير
- 25 فبراير – أوقستو بولو كامبوس ملحن بيروفي.

## وفيات

### فبراير
- 7 فبراير – أوغستو ليقيا (مواليد 1863)

### أكتوبر
- 23 أكتوبر – دانيال هرنانديز موريلو (مواليد 1856) فنان بيروفي.

### نوفمبر
- 28 نوفمبر – خوان ليبياني (مواليد 1864) رسام بيروفي.